# Фэйрвезер Лоу, Энди
Эндрю Фэйрвезер Лоу (англ. Andy Fairweather Low, валл. Andy Fairweather-Low, родился 2 августа 1948 г.) — валлийский гитарист и певец. Он был одним из основателей и солистом поп-группы 1960-х годов Amen Corner, а в последние годы много гастролировал с Роджером Уотерсом, Эриком Клэптоном и группой Rhythm Kings Билла Уаймана.

## Профессиональная карьера
Энди Фэйрвезер Лоу родился в городе Истрад-Минах, в Уэльсе, в рабочей семье. Первая возможность играть на гитаре у Энди появилась, когда он устроился на работу в выходные дни в музыкальный магазин в Кардиффе.
Первую известность Энди получил, как один из основателей поп-группы Amen Corner в конце 1960-х годов. В их активе было четыре хита в первой десятке британского чарта синглов, один из которых (If Paradise Is) Half as Nice поднимался на 1-е место в 1969 году. По описанию критика AllMusic Уильяма Рульмана, мгновенный успех группы Фэйрвезера Лоу и внешний вид кумира подростков «поместили его привлекательное лицо на стены спален девочек-подростков по всей Британии». В 1970 году Amen Corner распалась, после чего Фейрвезер Лоу занялся сольной карьерой. До 1980 года он выпустил четыре альбома на A&M и Warner Bros, его синглы «Reggae Tune» (1974) и «Wide Eyed and Legless» (1975) поднимались на топ-строки чартов.
В конце 1970-х и 1980-х годах он больше работал в качестве сессионного музыканта, выступая в качестве бэк-вокалиста и гитариста в альбомах Роя Вуда, Лео Сэйера, Albion Band, Джерри Рафферти, Хелен Уотсон, и Ричарда и Линды Томпсон. В 1978 году Фэйрвезер Лоу исполнил бэк-вокал в альбоме Who Are You группы The Who. В альбоме The Who 1982 года It’s Hard он играл на ритм-гитаре в песне «It’s Your Turn». Позже Фэйрвезер Лоу появился в альбоме Таунсенда Psychoderelict 1993 года и в сопровождающем его концертном туре.
В течение 22 лет он был гитаристом группы The Bleeding Heart Band, аккомпанирующей группы Роджера Уотерса. Фэйрвезер Лоу работал с Уотерсом во время его тура по Америке «The Pros and Cons of Hitch Hiking» в 1985 году. Он участвовал в записи двух альбомов Уотерса — Radio KAOS в 1987 году и Amused to Death в 1992 году, участвовал в известном концерте Роджера Уотерса The Wall — Live в Берлине 21 июля 1990 года, в мировых турне Уотерса In the Flesh 1999—2002 годов и Dark Side of the Moon Live в 2006—2007 годах.
С начала 1990-х он начал многолетнее, продолжающееся по сей день, сотрудничество с Эриком Клэптоном, с которым ранее уже выступал в 1983 году в концертном туре и периодически привлекался для различных сессионых записей, но теперь он большую часть своего времени посвящал группе поддержки Клэптона в студии и в концертных турах, включая работу над Unplugged. В декабре 1991 года он вместе с остальной частью группы Клэптона участвовал в записи альбома Джорджа Харрисона Live in Japan, в 2002 году Энди был одним из участников трибьюта — концерта посвящённого памяти Джорджа Харриссона. В 2001 году Фэйрвезер Лоу сопровождал Эрика Клэптона в его мировом турне и участвовал в альбоме 2002 года One More Car, One More Rider, который также сопровождался Билли Престоном, Стивом Гэддом, Натаном Истом и Дэвидом Сансиусом.
В 2002 году Фэйрвезер Лоу принял участие в программе «От Кларксдейла до небес — Вспоминая Джона Ли Хукера» вместе с Джеффом Беком, Гэри Брукером, Джеком Брюсом и Питером Грином. В 2005 году он много гастролировал с Rhythm Kings Билла Уаймана. Некоторые из этих выступлений были записаны для британского телевидения в рамках трибьюта «50 лет рок-н-ролла». В 2006 году Фэйрвезер Лоу выпустил Sweet Soulful Music, свой первый сольный альбом за двадцать шесть лет. Одна из песен из альбома — «Hymn for My Soul» стала хитом и заглавной песней альбома и концертного тура Джо Кокера 2007 года.

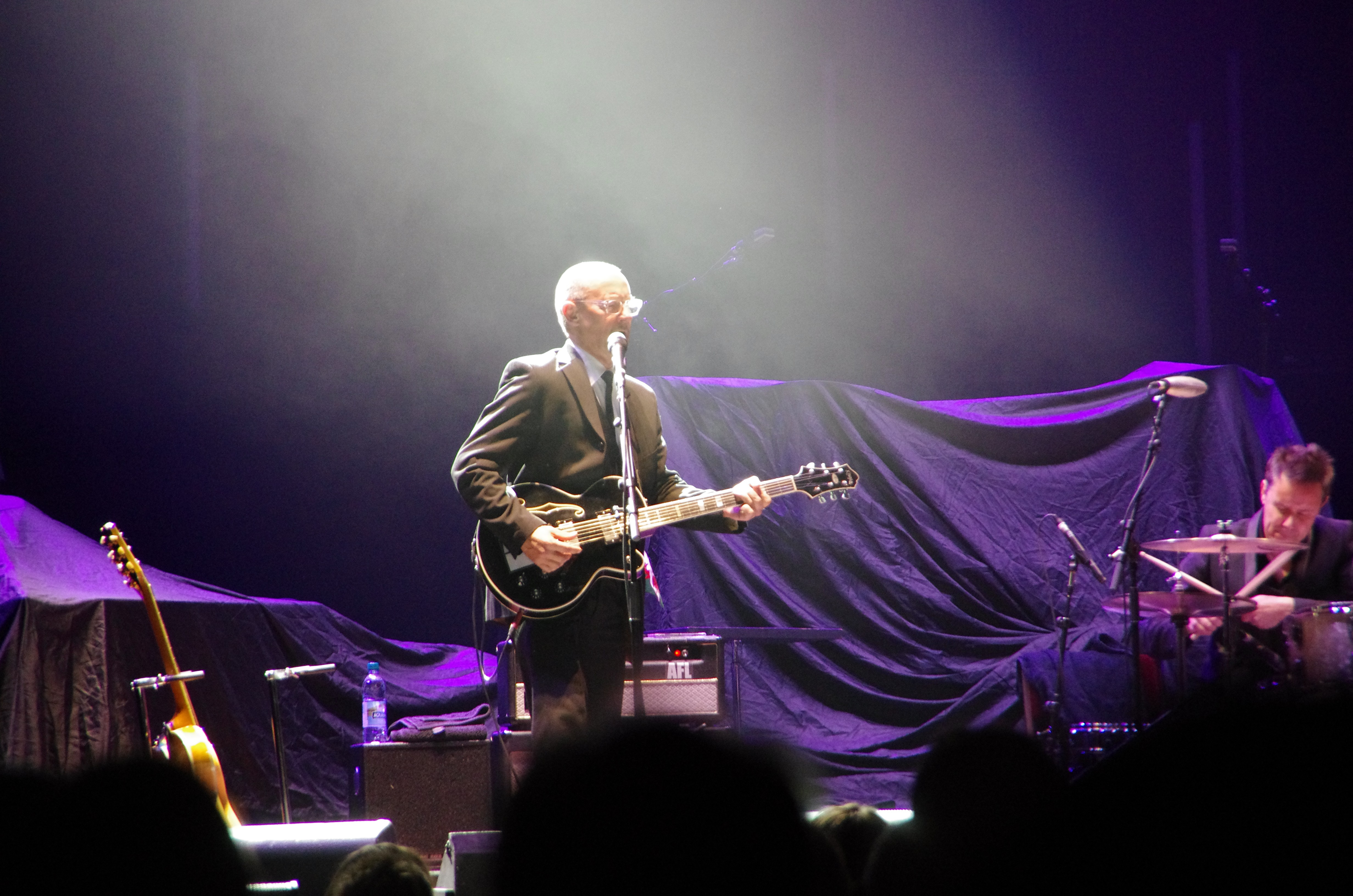
Энди Фэйрвезер Лоу на сцене на разогреве у Эрика Клэптона и Стива Уинвуда в лондонском Королевском Альберт-Холле ; 27 мая 2011 г.

В 2009 году Энди сопровождал Эрика Клэптона в его туре, в том числе участвовал в серии из 11 концертов, проходивших в лондонском Королевском Альберт-Холле.
В 2013 году группа Fairweather Low & the Lowriders выпустили альбом Zone-O-Tone. В период с сентября 2021 года по апрель 2022 года Fairweather Low & the Low Riders провели обширный тур по Великобритании, объявленный как «On The Road Again», отыграв более 50 концертов. Во время карантина из-за коронавируса Лоу записал сольный альбом Flang Dang, в котором он играл на всех инструментах, кроме барабанов. Альбом вышел в феврале 2023 года под лейблом The Last Music Company.